# Sullivan Heights
Sullivan Heights är en kulle i Antarktis. Den ligger i Västantarktis. Chile gör anspråk på området. Toppen på Sullivan Heights är 1 627 meter över havet.
Terrängen runt Sullivan Heights är bergig söderut, men norrut är den kuperad. Trakten är obefolkad. Det finns inga samhällen i närheten. 